# ساندرا تشرتش
ساندرا تشرتش (بالإنجليزية: Sandra Church)‏ هي مغنية وممثلة أمريكية، ولدت في 13 يناير 1933 في سان فرانسيسكو في الولايات المتحدة.

## وصلات خارجية
- ساندرا تشرتش على موقع IMDb (الإنجليزية)
- ساندرا تشرتش على موقع ميوزك برينز (الإنجليزية)
- ساندرا تشرتش على موقع قاعدة بيانات برودواي على الإنترنت (الإنجليزية)
- ساندرا تشرتش على موقع قاعدة بيانات الفيلم (الإنجليزية)